# Kinsley Greyhound Stadium

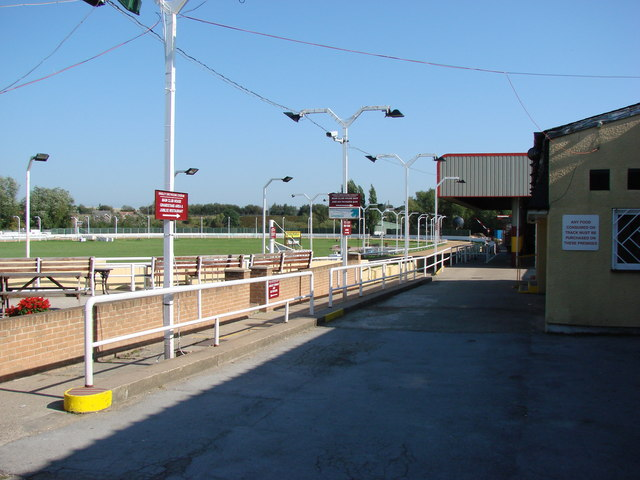
Kinsley Greyhound Stadium.

Kinsley Greyhound Stadium is een hondenrenbaan, gelegen in Kinsley in graafschap West Yorkshire. De lengte van de racebaan bedraagt 385 meter. Er wordt voornamelijk geracet in de weekenden.